# Александрувка (Груєцький повіт)
Александрувка (пол. Aleksandrówka) — село в Польщі, у гміні Бельськ-Дужий Груєцького повіту Мазовецького воєводства.
Населення — 139 осіб (2011).
У 1975-1998 роках село належало до Радомського воєводства.

## Демографія
Демографічна структура станом на 31 березня 2011 року:
|          | Загалом | Допрацездатний вік | Працездатний вік | Постпрацездатний вік |
| -------- | ------- | ------------------ | ---------------- | -------------------- |
| Чоловіки | 74      | 17                 | 47               | 10                   |
| Жінки    | 65      | 4                  | 36               | 25                   |
| Разом    | 139     | 21                 | 83               | 35                   |